# Zordon
Zordon (eredeti angol nevén Scar – "Sebhely") a Disney Az oroszlánkirály című rajzfilm franchise-ának szereplője, a történetek fő antagonistája. Legelőszür az 1994-es rajzfilmben mutatkozik be, mint Mufasa, a szavanna uralkodójának (Büszkefölde) irigy öccse. Eredetileg ő volt a királyság trónörököse, ám Mufasa fia, Szimba megszületése miatt elveszíti ezt a lehetőséget. Zordon dühös és az oroszlánok ellenségeiként számon tartott hiénákkal szövetkezve Mufasa és Szimba elárulásával összeesküvést sző a trón megszerzésére. Miután megölte Mufasát, Zordon manipulálja Szimbát, hogy azt higgye, ő a hibás apja haláláért, ez arra készteti a fiatal oroszlánt, hogy száműzetésbe meneküljön.
Zordon, akit Irene Mecchi, Jonathan Roberts és Linda Woolverton forgatókönyvírók és Andreas Deja animátor alkottak meg, nagy vonalakban William Shakespeare Hamletjének legfontosabb negatív szereplőjén, Claudius királyon alapul, karakterét továbbá Adolf Hitler német diktátor, a káosz egyiptomi istene, Széth, valamint az oroszlánok természetes viselkedése, a falkavezérlés ihlette. A karaktert felügyelő animátorként Deja az eredeti szinkronszínész Jeremy Irons-ról mintázta Zordon megjelenését, különösen Irons-nak a szerencse forgandó című filmben Claus von Bülow-ként nyújtott alakításából merítve. a rajzfilm 2019-es remake-jében Chiwetel Ejiofor adta a fotórealisztikus CGI segítségével megjelenített Zordon angol szinkronhangját, míg a Mufasa: az oroszlánkirály című filmben Kelvin Harrison Jr szólaltatta meg az ifjú Taka-t.
Magyar nyelven az eredeti rajzfilmben Kristóf Tibor adta a karakter szinkronhangját és énekhangját is, mely azóta ikonikussá vált a magyar rajongók körében. A 2019-es filmben Fekete Ernő, 2024-ben Szabó Máté szinkronizálta Zordont (születési nevén Taka).
A filmkritikusok széles körben elismerően nyilatkoztak Zordon karakteréről, és Irons énekes alakítása is ugyanilyen elismerést kapott. Erőszakossága, sötét színvilága és állítólagos nőies viselkedése azonban kezdetben enyhe vitákat váltott ki. Ennek ellenére a különböző médiafelületek továbbra is a Disney egyik legnagyobb főgonoszaként tartják számon. A Huffington Post listájának élén, a Yahoo! Movies, az Orlando Sentinel, az E! és a CNN hasonló témájú listáin a legjobb tíz gonosz karakter között szerepel. A Digital Spy és az Entertainment Weekly a filmtörténelem legnagyobb gonosztevői között ismerte el.

## Fejlődése

### Koncepció és befolyásoló tényezők
Az Oroszlánkirály ötlete 1988-ban született. A filmet végül a Disney vezetői elé terjesztették, akik közül az egyik elsőként vette észre a hasonlóságokat Thomas M. Disch forgatókönyve és William Shakespeare Hamlet című színdarabja között. Bár Rob Minkoff rendező eleinte nem szándékosnak nevezte ezeket a hasonlóságokat, mindig is elengedhetetlennek tartotta, hogy „valami ismerőshöz kössék a filmet”. Rendezőként Minkoff és Roger Allers arra törekedtek, hogy „egy természetesebb környezetben játszódó állatfilmet” hozzanak létre, a történetet „inkább valós kalandnak, mint mitikus eposznak” leírva. Bár nem ez az első Disney-film, amelyet Shakespeare egy műve ihletett, az oroszlánkirály továbbra is a stúdió legkiemelkedőbb példája erre, a rajzfilm szereplői és Hamlet között szoros párhuzamok vannak, és mindkét történet főszereplői azzal küzdenek, hogy szembesüljenek azzal a ténnyel, hogy szembe kell szállniuk áruló nagybátyjukkal, és meg kell bosszulniuk apjuk halálát. Eszerint Zordon Claudius király megfelelője A Slate magazin szerint míg Claudius többnyire „másodrangú cselszövő, akit mardos a szorongás és a bűntudat”, Zordon nagyon is „örömét leli szörnyűségében”; mindkét szereplőt a féltékenység motiválja. Eközben a The Week megjegyezte, hogy bár mindkét szereplő végül meghal, Claudius-t a főszereplő, Hamlet herceg öli meg, míg Zordon nem Simba, hanem egykori szövetségesei, a hiénák által hal meg”. Ezenkívül Zordon hasonlóságot mutat Shakespeare Othello című darabjának Iago nevű szereplőjével, mivel mindkét antagonistának nagy tehetsége van áldozatai félelmeinek kihasználásához.
Az Oroszlánkirály eredeti cselekménye az oroszlánok és a páviánok közötti háború körül forgott. Scar volt a páviánok vezére. Miután ezt a cselekményt elvetették, az 1990-es a dzsungel királya (the king of the jungle), és az állatok királya (the king of the beasts) forgatókönyvekben Zordont átírták egy magányos hímoroszlánná, aki sem Mufasa-val, sem Simbával nem állt vérrokonságban. Az írók végül úgy döntöttek, hogy ha Zordon és Mufasa testvérek lennének, az érdekesebbé tenné a történetet. Egy korai ötlet szerint Zordon mellett szerepelt volna egy piton, mint az oroszlán segédje, de ezt az ötletet is elhagyták. A történet eredetileg sokkal komorabb lett volna, többek között Zordon szerelmes lett volna Simba gyermekkori barátjába és későbbi szerelmébe, Nalába, és azt akarta, hogy a fiatal nőstény vele együtt uralkodjon, mint királynő, és amikor a lány visszautasította, száműzte őt a szavannáról. Az ötletet Zordon híres „készülj hát" (be prepared) című dalának egy korai változatában továbbfejlesztették, a jeleneteket megrajzolták, de végül az ötletet elvetették, és a dalt módosították, mert "túl ijesztőnek” tartották. Ezen felül a rajzfilm híres végső csatája is másképpen zajlott volna le Szimba és Zordon között: a fekete sörényes oroszlán látszólag legyőzi az unokaöccsét, amikor ledobja őt a Trónszírtről. Zordon diadalittas kacagásban tör ki, viszont nem veszi észre a körülötte tomboló lángokat, és gyakorlatilag halálra ég. Ezt a befejezést is megváltoztatták, mert túl sötét volt a fiatal nézők számára. Gonoszságának és zsarnokságának további hangsúlyozása érdekében a forgatókönyvírók Zordon karakterében sok utalást tettek Adolf Hitlerre. A The Jerusalem Post szerint "Zordon "készülj hát" című dalának egyik jelenetében a menetelő hiénák a nürnbergi gyűlésre emlékeztetnek."  Ezt az ötletet először Jorgen Klubien történetíró vetette fel.
A rendezők szerint „a leereszkedő magatartás” elengedhetetlen volt Zordon szerepéhez a rajzfilmben. Minkoff a Los Angeles Timesnak elmondta: „Amikor Zordon bűntudatot kelt Simbában, az egy merész ötlet, és valószínűleg nem jellemző a többi Disney-alkotásra, ami a gonosz szereplők viselkedését illeti.” Emellett Zordon eltér a korábbi Disney-gonoszoktól, mert azok „legalább annyira voltak bohókásak, mint amennyire gonoszak”. Mivel Zordon a rajzfilm központi negatív szereplője, Andreas Deja vezető animátor úgy vélte, hogy „a gonosztevők akkor működnek igazán jól, ha ravaszak” – magyarázta –, „sokkal érdekesebb látni, ahogy gondolkodnak, terveket szőnek és cselszövéseket eszelnek ki, mint azt, ahogy eltesznek az útjukból egy ellenfet" Azáltal, hogy Szimbát, az ártatlam oroszlánkölyköt teszi felelőssé a saját apja haláláért Zordon a bűntudat, menekülés, tagadás és megváltás ciklusát indítja el, amikor a hős önkéntes száműzetésbe vonul, mielőtt végül megbékél apja emlékével, visszatér, hogy szembenézzen gonosz nagybátyjával, és véglegesen felnő”. Zordon első jelenete a rajzfilmben „lényegében összefoglalja, és előrevetíti a történetet: „Kegyetlen az élet, ugye? Mert pont én, pont én nem lehetek király. Neked pedig pont eddig tartott picinyke életed, hm. Adieu”, ez finoman elárulja a cselekményt, valamint „az okot, amiért [Zordon] úgy dönt, hogy megöli a saját testvérét”. Az ikonikussá vált monológ kisebb módosításokon esett át a 2019-es remake-ben: „Az élet, kegyetlen. Ugye, kis barátom? Míg egyesek dőzsölnek, mások sötétben töltik életüket, maradékon tengődve. Ahogy látom, te és én egyformák vagyunk. Mindketten a kiutat keressük."

### Hang

#### 1994
Tim Curry, Malcolm McDowell, Alan Rickman, Patrick Stewart és Ian McKellen mindannyian szóba jöttek Zordon szinkronhangjaként. Végül azonban Jeremy Irons kapta meg a szerepet, klasszikus színházi képzettsége miatt, mivel a rendezők szándékosan azt akarták, hogy Zordon „Shakespeare-i karakterként jelenjen meg”. Irons megnyerése a stúdió számára példátlan eredménynek számított, mert akkoriban ritka volt, hogy Irons kaliberű drámai színész beleegyezzen egy animációs karakter szinkronizálásába, különösen közvetlenül az oscar-díj elnyerése után. A színész valójában majdnem elutasította az ajánlatot, mert attól tartott, hogy veszélybe sodorhatja sikeres karrierjét, és „habozott átugrani a drámai szerepekről az animációs filmekre”. Az oroszlánkirály előtt Irons több „felnőttekneknek szóló filmben játszott ellenséges karaktereket. Bár korábban már játszott gyermekfilmben, a színész elismerte, hogy ezek egyike sem tükrözte az oroszlánkirály sikereit, amely azóta híressé vált a jól ismert, díjnyertes hollywoodi színészek szereplőgárdájával, amelyet Jerry Beck animációs-történész "az animációs filmek útmutatója" című könyvében „a legimpozánsabb színészgárdának” nevezett, amely valaha animációs filmben szerepelt.
Rendezőként Rob Minkoff és Roger Allers nagyon szorosan együttműködtek a színészekkel, hogy megalkossák alakításukat. Allers Irons-t „úriembernek és zseniális színésznek” nevezte, és elárulta, hogy a színész folyamatosan „fantasztikus extra értelmezéseket” adott a szövegnek. Don Hahn producer emlékeztetett arra, hogy Irons „nagyon szeretett játszani a szavakkal és a tempóval”, különösen kiemelve azt a jelenetet a rajzfilm elején, amikor a fekete sörényes oroszlán rábeszéli Szimbát, hogy maradjon a szurdokban egy sziklánál, hogy megvárja az apját, és ezt „apa-fia dolognak” nevezte. Hahn szerint „a komédia Irons hanghordozásában abból fakad, hogy Zordon annyira megvető hangon beszél, hogy alig tudja összeszedni az akaraterejét, hogy befejezze a mondatot”. Irons megjelenése és viselkedése inspirálta Zordon animátorát, Andreas Deját, nevezetesen az, ahogy undorodva meglendíti egyik mellső mancsát beszédje közben.
Utalva Claus von Bülow szerepére a szerencse forgandó című filmben, arra az alakításra, amely Irons-nak Oscar-díjat hozott, az írók von Bülow egyik mondatát is beleírták Zordon szövegkönyvébe: „Nem is tudod mennyire" (eredetiben you have no idea), ezt a mondatot Irons hasonló hangnemben mondja el a rajzfilmben. Néhányan, például Rachel Stein, a new perspectives on environmental Justice: gender, sexuality, and activism című könyv szerzője Claus von Bülow és Zordon hangjának hasonlóságába szexuális tartalmat látott bele. Irons azonban Savannah-ban, Georgia államban elárulta, hogy Zordon és von Bülow hangjának hasonlósága nagyrészt véletlen volt: „Bármilyen hang is születik meg, az a kezdeti vázlatokból és a rendezők által adott szabadságból fakadt, hogy bármit kipróbálhassak.” Irons így összegezte: „Az, hogy az oroszlán néha Claus-ra emlékeztet, abból fakad, hogy mindkettőjüknek ugyanaz a hangja.”
Zordon "készülj hát" (eredeti angol címe (be Prepared) felvételének vége felé gondok adódtak Irons énekhangjával. A színész állítólag „elrontotta a hangját”, amikor a „you won't get a sniff without me” (magyar fordítása "nincs más szava, csak az enyém") sorokat énekelte, ezért nem tudta befejezni a dal teljes eléneklését. Ennek következtében a Disney kénytelen volt felkérni az amerikai szinkronszínész Jim Cummings-ot, hogy Irons helyett ő énekelje el a dal többi részét (a rajzfilmben ő a folyton vihogó hiéna, Ed szinkronhangja volt). Jim Cummings elmondta a the Huffington Post-nak, hogy „a dublőr éneklés olyasmi, amit a színész rendszeresen csinál, ugyanezt tette Russell Means amerikai színész számára is, aki Wahunsunacock törzsfőnök hangját adta a Disney ekkoriban készülő másik nagy projektje, a Pocahontas című rajzfilmben. A kritikusok megjegyezték, hogy Irons „a beszéd-ének nagy hagyományait követve adja elő a dalt”, hasonlóságot vontak közte, az amerikai színész James Cagney, valamint az angol színész Rex Harrison között. Deja elárulta, hogy a felvétel során Irons gyomra korogni kezdett. Deja viccesen megjegyezte, hogy: „a korogó hang hallatszott a felvételen, ezért újra kellett vennünk a párbeszédének azt a részét.” Irons markáns brit akcentusa miatt a kritikusok mind a színészt, mind Zordont  Sir Kánhoz, a Disney egy korábbi rajzfilmjének, az 1967-es dzsungel könyvének főellenségéhez hasonlították, akinek hangját  George Sanders brit színész kölcsönözte akkoriban.

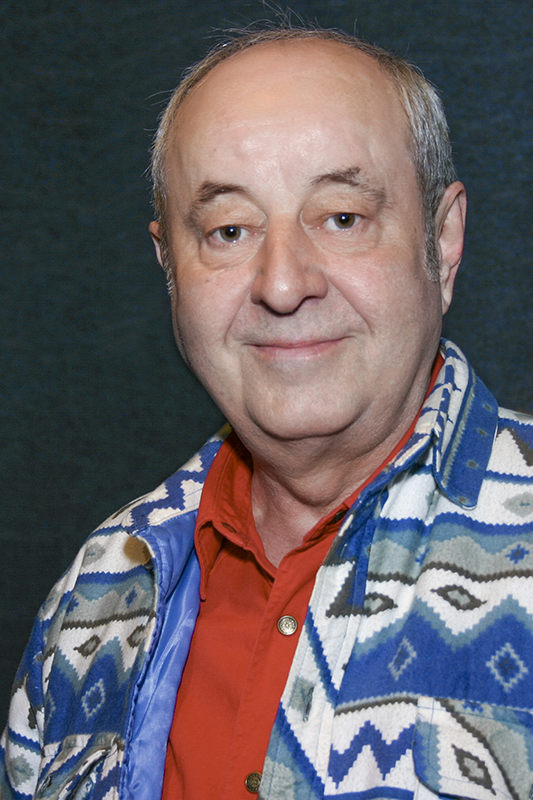
Kristóf Tibor (1942. február 20 – 2009. szeptember 2) magyar színész és szinkronszínész, Zordon magyar szinkronhangja és énekhangja 1994-ben és 1998-ban.

Zordon magyar hangja Kristóf Tibor volt, a magyar színész énektudását is megmutathatta a készülj hát című dal magyar változatában, melytől feláll a szőr a hátunkon, hiszen kellően félelmetes.

#### 2019
Amikor Jeremy Irons 2016. november 30-án a Larry King now című műsorban interjút adott, kifejezte érdeklődését a szerep újbóli eljátszása iránt, viszont a 2017. november 1-jén történt bejelentésen Chiwetel Ejiofor kapta meg Zordon szerepét a Jon Favreau rendezésében készülő, fotórealisztikus 2019-es remake-ben, mivel lenyűgözte Favreau-t, miután megnézte a Doctor Strange (2016) című filmet, amelyben Chiwetel Karl Mordót, Strange mentorát alakította. Elmondta, hogy „Zordon (Scar) esetében különösen fontos az egy bizonyos magabiztosságot vagy agressziót sugárzó hangszín, mindig tudni kell, hogy egy olyan karaktert játszol el, aki egy pillanat alatt felforgathat mindent szélsőséges erőszakos cselekedeteivel. Ez teljesen megváltoztathatja a jelenet hangulatát”.
Favreau így nyilatkozott Chiwetel szerepeltetéséről: „Ő egyszerűen fantasztikus színész, aki egy kis közép-atlanti ritmust és új megközelítést hoz a karakterbe. Színészi háttere miatt Shakespeare-i gonosztevő érzetét kelti. Csodálatos, amikor van valaki, aki olyan tapasztalt és rutinos, mint Chiwetel; egyszerűen csodálatos életet lehel ebbe a karakterbe.”
2021 augusztusában bejelentették, hogy Kelvin Harrison Jr. fogja szinkronizálni a fiatal Zordont (születési nevén Taka [Táká] Barry Jenkins 2024-es előzményfilmjében, a Mufasa: az oroszlánkirály című filmben, amely a 2019-es remake folytatása.
Magyarul 2019-ben Fekete Ernő Tibor, 2024-ben Szabó Máté szólaltatta meg az ifjú Taka-t.

### Tervezés és jellemzés
A stúdió eredetileg kockázatosnak tartotta az oroszlánkirály ötletét, mert akkoriban úgy vélték, hogy a legnagyobb sikert arató filmekben és rajzfilmekben emberek a szereplők. Az ötlet újdonsága miatt aggódó Disney-elnök Jeffrey Katzenberg úgy döntött, hogy a stúdió munkálatait kettő rajzfilmre osztja: az oroszlánkirályra és Pocahontas-ra, amely utóbbit „hazafutásnak” nevezték, mert azt várták, hogy a két projekt közül ez lesz a sikeresebb. A Disney tapasztaltabb és rutinosabb animátorai a Pocahontas-on dolgoztak, míg a stúdió új animátorai az oroszlánkirály munkálataira lettek osztva, és magukat „B-csapatnak” nevezték el. Allers azonban Katzenberg döntését úgy fogadta, mint "egy lehetőség az új animátorok számára, hogy vezető szerepet vállaljanak”, köztük Andreas Deja, aki a csapatban Zordon felügyelő animátora lett. és aki több Disney-gonosz animálásáról ismert volt már ekkoriban, úgy összegezte az élményt, hogy „szórakoztatóbb, mint hősöket rajzolni, mert sokkal több lehetőséged van a kifejezésmód, a színészi játék és a rajzolás terén, mint egy kedves hercegnő vagy herceg esetében, ahol nagyon óvatosnak kell lenned a rajzolással”.
Mielőtt részt vett volna az oroszlánkirály munkálataiban, Deja már több híres Disney-gonosztevő animálásáért is felelt: Gaston és Jafar, a szépség és a szörnyeteg, illetve az Aladdin főgonoszainak vezető animátora volt. Eleinte Deja fontolgatta, hogy a változatosság kedvéért egy jó szereplőn fog dolgozni, és inkább Simba animálásának feladatát vállalja. Azonban meggondolta magát, amikor megtudta, hogy Zordon hangját Jeremy Irons adja majd, és úgy érezte, hogy „szórakoztató lenne egy ilyen neves színész által megszólaltatott karaktert animálni." Eközben Rob Minkoff és Roger Allers már régóta Deja-t szemelték ki Zordon animálására, jóval azelőtt, hogy az animátor megkereste a rendezőket a pozícióval kapcsolatban. Az oroszlánkirályban felhasznált antropomorfizmus mértéke meghaladta az előtte elkészült Disney-animációs filmekét. Mivel Zordon egy állat, és nem emberi szereplő, Deja és az animátorok bizonyos kihívásokkal és korlátokkal szembesültek, amikor a karakter mozgását kellett megalkotniuk, ezért kísérleteztek a karakter arckifejezéseivel, különös tekintettel arra, ahogy lehajtja a fejét, felhúzza a szemöldökét és felemeli az állát. Minden állatot bizonyos emberi tulajdonságokkal és jellemzőkkel rajzolták meg, hogy segítsenek az érzelmek átadásában és a történet elmesélésében. A stúdió élő oroszlánokat használt fel, hogy az animátorok tanulmányozhassák őket rajzolás közben. A rajzfilm szereplői közül Zordon az egyetlen oroszlán, aki a jeleneteiben sosem húzza vissza a karmait.
Owen Gleiberman az Entertainment Weekly alkalmazottja Zordont „együttérzésre és gonoszságra, valamint álnok humorra képes figurának” írta le, Irons pedig „elegáns, szellemes önimádattal töltötte meg ezt a fondorlatos, ugyanakkor gyáva alakot”. Animátorként Deja úgy véli, hogy „ha remek hanggal dolgozhatsz, a munkád már félig kész. Élvezve azt, ahogyan Irons „bánik a szavakkal és a kifejezésekkel.” Deja szándékosan alakította Zordon megjelenését Irons-hoz, különös tekintettel a szájára és arckifejezéseire. A színész több fizikai tulajdonságát is beépítették Zordon karakterének kialakításába, Irons pedig elismerte, hogy "felismeri saját táskás szemeit és arcát a karakterében." Deja a munkájához inspirációként tanulmányozta Irons alakításait A szerencse forgandó és a Végzet című filmekben.
„A Disney-nél ha az egyes filmekért felelős emberek, látják, hogy jó vagy egy bizonyos típusú karakter animálásában, akkor továbbra is hasonló szereplők meganimálását bízzák rád. Néhány gonosz karaktert azért animáltam, mert én kértem. Mondtam a stúdiónak, hogy jó munkát tudnék végezni velük, mert nagyon megfogtak. Megmutattam, hogy szenvedélyesen foglalkozom ezzel, ami szerintem nagyon fontos. A gonosz karakterek nagyon érdekesek, bennük van a legtöbb „lélek", és arra ösztönöznek, hogy felfedezd őket. Tehát, ha valami lenyűgöz, akkor valószínűleg érdemes felfedezni.”
Andreas Deja, vezető animátor a Disney gonosz karakterek animálásáról.

### Zene
Zordon készülj hát (angolul be Prepared) című dalát Elton John és Tim Rice írta. A jelenet akkor játszódik, miközben Mufasa halálának tervét fontolgatja, és maga mellé állítja a hiénákat. "A rajzfilm legsötétebb dalaként, fasiszta dicsőítő énekként” leírt zenei szekvencia a oroszlánt fasiszta nagymacskaként ábrázolja. A Business Insider szerint a karaktert nemcsak Adolf Hitlerre alapozták, hanem Zordon zsarnokságát tovább hangsúlyozza ez a dal, amely a nácizmusra utal azzal, az oroszlán hiénaserege libasorban masírozik, miközben ő egy magas párkányról szól hozzájuk, hasonlóan ahhoz, ahogy Hitler tette volna egy erkélyről az akarat diadala (1935) című filmben, amely a náci Németországot dokumentálja 1934-ben.
Az Entertainment Weekly szerint a koncepció Jorgen Klubien történetíró vázlatából származik, amelyben Zordont Hitlerként ábrázolták. Bár a filmkészítők nem voltak biztosak abban, hogy Jeffrey Katzenberg, a Disney animációs részlegének akkori vezetője jóváhagyja-e, úgy döntöttek, hogy továbbmennek, és a jelenetet „a Nürnbergi gyűlés paródiájának” nevezték. A St. Louis Post-Dispatch így írt: „utólag visszagondolva azok a menetelő hiénák kissé túlzásnak tűnnek”, míg a Film School Rejects „pokoli gyűlésnek” nevezte.

## Megjelenések

### Animációs filmek

#### Az Oroszlánkirály(1994)
Zordon az 1994-es oroszlánkirály című rajzfilmben mutatkozik be először, mint a szavanna királyának, Mufasa-nak ravasz öccse. A király testvéreként Zordon volt a trónörökös, amíg Mufasa fia, Simba meg nem született. Féltékenységében és csalódottságában Zordon tervet eszel ki, hogy megölje Simbát és Mufasát. Miután a kis Simbát egy szurdokba csalogatta, Zordon jelzést ad három hiénának, Shenzi-nek, Banzai-nak és Ed-nek, hogy zavarjanak meg egy gnúcsordát. Mufasa megmenti Simbát, de a király nem tud kimászni a szakadékból a biztonságba. Amikor Mufasa segítségért könyörög testvéréhez, Zordon ehelyett testvére mancsába vájja a karmait. Ebben a pillanatban Mufasa rájön, hogy Zordon felelős az eseményekért, és hogy testvére elárulta őt. Az utolsó, amit hall, Zordon fenyegető „éljen a király” mondata, áruló testvére ledobja őt a halálba. Zordon elhitette Simba-val, hogy ő a felelős Mufasa haláláért, és azt tanácsolta a hercegnek, hogy meneküljön el, és soha ne térjen vissza, majd parancsot adott a hiénáknak, hogy öljék meg az oroszlánkölyköt. Zordon visszatér a Trónszírtre, és elmondja a falka tagjainak, hogy Mufasa és Simba meghaltak a szurdokban, Ezután ő foglalja el a trónt, és beengedi a hiénákat a királyságba. Zordon tudta nélkül Simba elmenekül a hiénák elől.
Az évek telnek, Zordon elpazarolja a királyság erőforrásait, és hagyja, hogy a hiénák megállás nélkül vadásszanak a szavannán, ahol egy nagy szárazság alakul ki. Ezenkívül megtiltja, hogy bárki is említse a testvére nevét az ő jelenlétében (főleg azért, hogy kiléphessen az árnyékából). Eközben az eltelt három év alatt felnőtt Simba, szövetségesei és barátai, Nala, Timon és Pumba segítségével visszatér a szülőföldjére, és tanúja lesz, ahogy Zordon megüti anyját, Sarabit, majd szembeszáll nagybátyjával, aki továbbra is megtéveszti Simbát, és követeli, hogy Simba ismerje be a falka előtt, hogy ő okozta Mufasa halálát. Amikor Zordon arra készül, hogy ledobja Simbát a Trónszírtről, a fülébe súgva elárulja unokaöccsének, hogy valójában ő ölte meg Mufasát (azért árulta el a titkát, mert biztos benne, hogy a titok Szimbával együtt sírbaszáll majd). Ez azonban annyira feldühíti Simbát, hogy felugrik a szírt pereméről, a földre taszítja a nagybátyját, majd kényszeríti, hogy mondja el az igazat a falkának. Ez harcba torkollik az oroszlánok és a hiénák között. Zordon megpróbál elmenekülni, de Simba sarokba szorítja a Trónszírt tetején. A fekete sörényes oroszlán kegyelemért könyörög az unokaöccse előtt, és még azt is megpróbálja, hogy álnok módon a hiénákra kenje a tetteit, nem tudva, hogy azok a közelben hallgatóznak. Simba megkíméli Zordon életét azzal a feltétellel, hogy örökre elhagyja a királyság területét. Zordon rövid ideig úgy tesz, mintha elfogadná a helyzetet, de aztán megtámadja Szimbát, és harc alakul ki közöttük. Zordon könnyedén felülkerekedik ellenfelén, de amikor megpróbálja megadni a végzetes csapást, Simba lerúgja a nagybátyját a szikla pereméről a Trónszírt aljára. Zordon túléli a zuhanást, lent pedig elfogják a hiénák – akik nem vették szívesen, hogy Zordon őket állította be ellenségnek – és megölik bukott vezetőjüket.

#### Az Oroszlánkirály 2: Simba büszkesége
Mivel az első részben meghalt, Zordon megjelenése és jelenléte a folytatásban, az oroszlánkirály 2: Simba büszkesége (1998) című rajzfilmben korlátozott. a történetben a büszkefölde oroszlánfalkája mellett megjelenik egy másik csapat, a számkivetettek. Az inkább nőstényoroszlánokból álló falka vezetője Zordon leghűségesebb követője, Zira. A történetből megtudhatjuk, hogy Zordon befogadott egy hím oroszlánkölyköt, Kovut, akit kijelölt örökösének. Kiderül, hogy Simba korábban száműzte a számkivetetteket a szavanna határvidékén található sivatagba – a magyar fordítása Zordfölde – és megtiltja lányának, Kiara-nak, hogy oda menjen. Kiara azonban mégis elmegy oda, és öszebarátkozik Kovu-val. Zira viszont fiatal korától kezdve arra képezi ki Kovut, hogy meg kell ölnie Simba-t, de amikor Kovu felnő, meggondolja magát, mert érzéseket kezd táplálni Kiara iránt.
Zordon megjelenik egy rövid szerepben Simba rémálmában. A rémálomban Simba megpróbálja felhúzni az apját a sziklafalról, ahonnan az első részben lezuhan. Megjelenik Zordon, aki visszatartja Simba-t, a következő pillanatban Kovu alakjában jelenik meg, és lelöki Simbát a szikláról. Pont úgy, ahogy Zordon tette Mufasa-val. A rajzfilm során Zordon mégegyszer megjelenik egy víztócsa tükrében, amikor Simba száműzi Kovut a szavannáról.

#### Az Oroszlánkirály 3
Az oroszlánkirály 1½ (2004) című rajzfilmben ismét megjelenik Zordon, nem szólal meg, azonban ismét fontos szerepet játszik a történetben. Nala, aki már Simba királynője, megemlíti őt, amikor elmagyarázza Timonnak és Pumbának, miért menekült el Szimba az otthonából.
Zordon három cameo-szerepben tűnik fel a rajzfilm csúcspontján. Az első az a jelenet, amikor a Trónszírt szélére szorítja Simbát, éppen akkor, amikor villám csap a szírt aljába. A második az a jelenet, amikor beismeri, hogy megölte Mufasát, mielőtt Simba lefogja; a harmadik pedig az, amikor Simba legyőzi és lelöki a Trónszírtről. Túléli a zuhanást, de a hiénák, akiket elárult, megtámadják és megölik.

### Animációs sorozatok

#### Az Oroszlánkirály Timon és Pumba
Annak ellenére, hogy az eredeti rajzfilmben meghalt, Zordon néhányszor feltűnik a Timon és Pumba című spin-off tévésorozatban. Igaz, csak rövid cameo-szerepekben, ahol nem is szólal meg. A második évad 6 részének Zazu plusz-mínusz egy napja című epizódjában látható, amikor Zazu kiviszi a szemetet, valamint a Timon és Pumbaa a Föld körül összefoglaló részében, amikor Timon elhurcolja őt, hogy megpróbálja visszaállítani Pumba elveszett emlékeit.

#### Az Oroszlán őrség
Zordon megjelenik az oroszlán őrség című televíziós sorozat első évadában látható falfestményeken is, amelyek néhány részletet elárulnak a múltjáról. Amikor Zordon fiatalabb volt – a jelenleg uralkodó „oroszlánkirály” minden második gyermekére vonatkozó hagyománynak megfelelően – ő vezette az oroszlán őrséget, amely csapatnak az a feladata, hogy megóvja a szavannát és „az élet körforgását” minden ellenségtől. Másodunokaöccséhez, Kion-hoz hasonlóan Zordon is megkapta az ősök hangja nevű képességet, amely azt jelenti, hogy a falka egykori nagy oroszlánjai vele együtt üvöltenek. Ez az erő azonban meggyőzte Zordont arról, hogy neki kellene a királynak lennie a bátyja, Mufasa helyett. Amikor azonban az őrség többi tagja nem volt hajlandó segíteni neki Mufasa eltávolításában, Zordon dühében megölte őket a képességével, viszont ezután az ősök szellemei örökre megfosztották az üvöltés erejétől, mivel azt a rendeltetésétől eltérő célra használta.
Zordon a sorozat második évadának 5 részében (Zordon ébredése) tűzszellemként jelenik meg, amikor Kion a tudta nélkül megidézi őt, miután dühében használta az üvöltést, amikor Janja, a hiéna provokálta. Megidézése után Zordon szövetséget köt Janja klánjával és a büszkefölde határvidékén élő többi állattal, hogy legyőzzék az új oroszlán őrséget és Szimbát, akik eleinte nem tudták, hogy Zordon visszatért.
Az évad későbbi részében az őrség rájön, hogy Zordon visszatért, miközben a határvidéken vulkáni hamut keresnek Simba skorpiócsípésének meggyógyításához. A hazatérés után Kion elismeri csapatának, hogy nehéz küzdelem vár rájuk, de továbbra is bízik abban, hogy képesek lesznek legyőzni Zordont, akinek serege különböző helyeket fosztogat a szavannán, nagy zavargásokat okozva. Erre válaszul az oroszlán őrség kiképzi a terület lakóit, hogy képesek legyenek visszaverni a betolakodókat.
A harmadik évad egyórás bevezető részében, a harc Büszke Birtokért című epizódban van egy visszaemlékezés, ahol megtudjuk, hogy Zordon fiatal korában találkozott egy ismeretlen hímoroszlánnal, aki felajánlotta segítségét Mufasa megdöntésében, de az oroszlán mellett megjelent egy kobra, aki megmarta Zordon szemét (egy sebhelyet hagyva rajta) és megmérgezte, ami fokozatosan növelte irigységét és előhozta legsötétebb tulajdonságait. Zordon az üvöltésével végzett az ismeretlen hímoroszlánnal és a kígyóval, de Mufasa, csak a Zordon becenévvel jutalmazta a testvérét, ekkortól kezdett munkálkodni Mufasa megölésén. Zordon Kion-nak is ugyanazt a sorsot szánja, és utasítja az Usari nevű kobrát, hogy ugyanúgy harapja meg Kiont. Az epizód további eseményei azt mesélik el, hogy Zordon serege megütközik az oroszlán őrséggel, megpróbálja felégetni a szavannát, valamint megölni Janja klánját, mert azok Jasiri klánjához akartak átállni. Az epizód végén Kion legyőzi Zordont azzal, hogy megidézi a múlt nagy királyait, akik megbüntetik a tetteiért. Ez azt eredményezi, hogy Zordon szelleme eltűnik, és Büszkefölde és a királyság határvidéke örökre megszabadul az uralmától. A sorozat harmadik évadának nagy része Kion és az őrség utazását mutatja be az élet fája nevű helyre, ahol reményeik szerint Kion meggyógyulhat a kobra mérgétől Az utazás során Kion-nak meg kell kűzdenie a kígyóméreg hatásával, hogy ne váljon olyanná, mint Zordon.
A karakter angol szinkronhangja a sorozatban David Oyelowo, magyar hangja Borbiczki Ferenc.

### Broadway-musical
A rajzfilm sikere nyomán alapján Broadway-musical készült a történetből, amelyet Julie Taymor rendezett, könyv formában is megjelent, amelyet  a rajzfilm társrendezője, Roger Allers és a forgatókönyvíró, Irene Mecchi írt. A műben Zordont John Vickery amerikai színész alakította. A musical egyik jelenetében, a „Zordon király őrülete” (the madness of King Scar) című dal alatt megpróbálja elcsábítani a fiatal felnőtt Nalát, hogy királynőjévé és kölykei anyjává tegye. Nala azonban visszautasítja a hímoroszlán közeledését, és elhagyja a Trónszírtet. Ez a jelenet és a dal az eredeti rajzfilm egy törölt jelenete alapján készült (lásd fentebb).

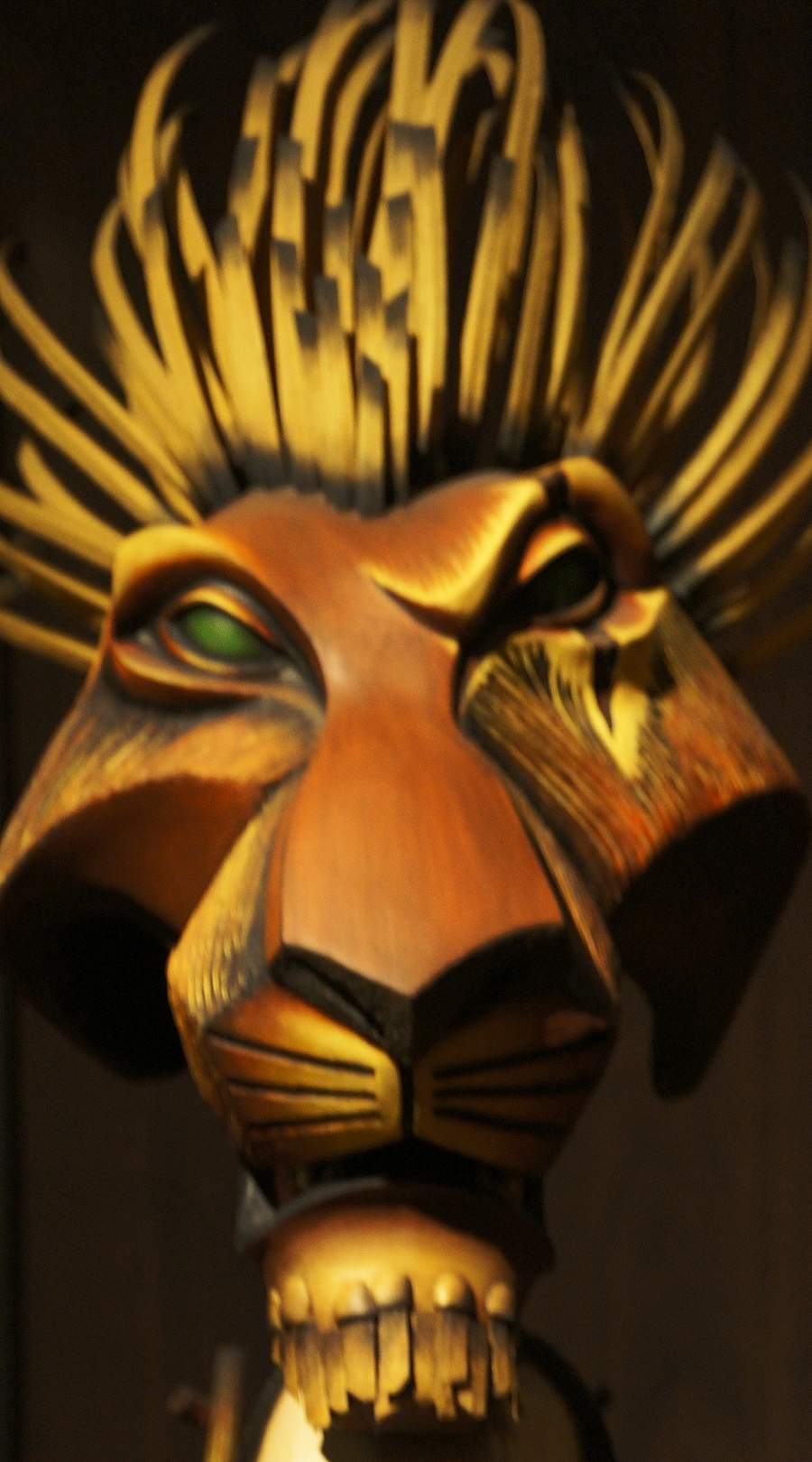
Az Oroszlánkirály című musical Zordon jelmezének maszkja a londoni Viktoria és Albert Múzeum színházi gyűjteményében kiállítva.

### Az Oroszlánkirályremake filmek

#### Az Oroszlánkirály(2019)
A fotórealisztikus remake-ben a Zordon eredeti hangját adó Chiwetel Ejiofor úgy írja le, hogy „pszichológiailag megszállottabb” és „brutálisabb”, mint az eredeti történetben. Ejiofor azt is elmondta, hogy „Zordon és Mufasa kapcsolata teljesen tönkrement Zordon gondolkodásmódja miatt. Megszállta a saját egója és vágyai.” A változások között szerepel, hogy Zordon kihívta Mufasát fiatalabb korukban és vesztett (ebben a harcban szerezte a sebhelyét), és hogy mindkét testvér udvarolt Sarabi-nak, aki Mufasát választotta. Emellett nem áll szövetségben a hiénákkal a kezdetektől fogva, és meg kell szereznie a bizalmukat. Uralkodása alatt Zordon aktívabb szerepet vállal a hiénákkal közös vadászatokon, és látható, hogy megpróbálja rávenni Sarabit – aki után még mindig vágyakozik  - hogy legyen a párja és királynője. Nem tiltja meg Mufasa nevének említését, de minden beszélgetést korlátoz, amelyben elhunyt testvéréről van szó. A sebhelye fekete, nem rózsaszín, mint a rajzfilmben, és megjelenése feltűnően hasonlít egy ázsiai oroszlánéra, mivel észrevehetően vékonyabb sörénye és testalkata van.

#### Mufasa: Az oroszlánkirály(2024)
A filmben kiderül, hogy Taka, későbbi nevén Zordon nem Mufasa vér szerinti testvére, hanem egy királyi oroszlánfalka hercege, akinek családja örökbe fogadja Mufasát, miután az árvíz elragadja szüleitől. A két fiú testvérként nő fel, annak ellenére, hogy Taka apja, Obasi király ellenzi Mufasa befogadását a falkájába, és „kóbornak" nevezi. A kívülállók néven ismert fehér oroszlánok falkája megtámadja Taka anyját, Eshe királynőt, Mufasa azonban megvédi a nőstényoroszlánt, megölve az egyik betolakodót (a fimből kiderül, hogy az nem más volt, mint Shaju, a főgonosz, Kirosz fia). Obasi leszídja Takát, mert Mufasával ellentétben elfutott, és nem harcolt a támadás során.
Miután híre megy, hogy a fehér szellemek vissza fognak térni bosszút állni, Obasi elküldi Takát és Mufasát, hogy így életben maradjanak, és keressenek új otthont, hogy Taka révén folytathassák a dinasztiát. Úgy döntenek, hogy megkeresik a Milele nevű vidéket, amit még Mufasa szülei említettek, mielőtt szétváltak volna egymástól. A páros találkozik Sarabi-val, egy magányos fiatal nőstényoroszlánnal, és Taka szerelmes lesz belé; azonban féltékeny lesz, amikor kiderül, hogy Sarabi Mufasát kedveli. Taka találkozik a fehér oroszlánok falkavezérével, Kirosz-szal, és felajánlja, hogy segít neki Mufasa levadászatában azzal, hogy Milele felé vezeti őket.
Amikor a testvérek elérik Milele-t, fehér oroszlánok veszik körül őket. Kiros elmondja Mufasá-nak Taka árulását. Kiros egy barlangba kényszeríti Mufasát, ahol a kimerült fiatal hímoroszlán majdnem meghal, de Taka közbelép, és Kiros-tól megkapja a jellegzetes sebet a szemén. Miután Kiros meghal és a fehér oroszlánok legyőzetnek, Mufasa, akit az összegyűlt álatok Milele királyává "választanak" (itt alakul ki később Büszkefölde), szembesíti Takát árulásával; megengedi neki, hogy a királyságban maradjon, de tetteinek emlékeztetőjeként a Zordon nevet kell viselnie, és Mufasa megesküszik, hogy soha többé nem fogja a korábbi nevén szólítani.
Eredeti szinkronhangja kölyökkorában Theo Somolu, fiatal felnőttként Kelvin Harrison Jr. Magyar hangja Vizler Deján (kölyökként), idősebb korában pedig Szabó Máté.

### Más tartalmakban

#### Könyvek

##### A két testvér története
Zordon néhány alkalommal megjelenik a hat új kaland (angolul six new adventures) című könyvsorozatban, amely az eredeti Oroszlánkirály folytatása. Legfontosabb szerepe a két testvér története (angol címe the tale of two brothers) című epizódban van.  A történetben Simba megszegi Kopának tett ígéretét, és Rafiki figyelmezteti arra, hogy miért helytelen ez, példaként a mandrill Zordon és az apja, Ahadi kapcsolatát hozza fel. Zordon úgy érzi, hogy Mufasa az apja kedvence, ezért megpróbálja megszégyeníteni őt azzal, hogy szembeállítja egy Boma nevű kafferbivalyral. A terv azonban kudarcba fullad, és Zordon, akit akkor még Taka-nak hívnak, megkapja a "védjegyévé vált sebhelyet.
The circle of ter-roar
Zordon a Disney Chills könyvsorozat hetedik részének, a the circle of ter-roar könyvnek fő negatív szereplője. A könyv 2023. augusztus 1-jén jelent meg az Amerikai Egyesült Államokban. A tizenkét éves Silas egy ijedős fiú. Minden megijeszti, a váratlan ajtócsapástól kezdve a köhögésig az osztályban, és a többi diák nem habozik kegyetlenül emlékeztetni erre. Így amikor családja váratlanul örököl egy szafari témájú nyári tábort Arizonában, Silas egyszerre retteg és izgatott a országon átívelő költözés miatt. A tábor témája a hakuna matata, a helyre Silas nagynénje, Scarlet mindig nagyon büszke volt. Amikor azonban Scarlet hirtelen meghal, és minden tulajdonát testvérére, Silas apjára hagyja, érkezésükkor rájönnek, hogy a tábor nem olyan állapotban van, amilyennek gondolták. Silas szekrényének mélyén egy régi, titokzatos láda található. Amikor végre sikerül kinyitnia, megtalálja a tábor szellemét, egy Zordon nevű öreg oroszlán bundáját. A láda kinyitása után Silas elkezdi elhinni, hogy a romos tábor és családja számára is javulni fognak a dolgok, de egy rettenetes baleset és egy sor ijesztő állatkaland azonnal megváltoztatja gondolkodásmódját. A történet a gyávaság, a gyermekelhanyagolás, a honvágy, a féltékenység, a testvér versengés és az áldozat témáit dolgozza fel. A könyvet Jennifer Brody, írói álnevén Vera Strange írta.

#### Videójátékok
- A karakter megjelenik  a rajzfilm 1994-es videójáték változatában.[76] Az AllGame szerint "Zordon a játék vége felé jelenik meg, amikor Simba-nak le kell győznie a bácsikáját, hogy visszaszerezze, ami jogosan az övé."[77] Zordon hasonló szerepet játszik az oroszlánkirály: Simba nagy kalandja (the lion king: Simba's mighty adventure) 2000-es videójátékban is;[78] Zordon és Simba párharca zárja le a játék első hat szintjét.[79] Az IGN szerint a videójátékban a szereplők eredeti hangjai hallhatók, köztük Jeremy Irons-é is.
- James Horan szinkronizálásával, nem játszható karakterként megjelenik a Disney Extreme Skate Adventure (2003)[80] és a Kingdom Hearts II (erdeti japán kiadás 2005, Európában 2006) játékokban, mint gonosz szereplő, aki végül a saját „gyűlöletének és irigységének” eredményeként heartless-szé alakul át.[81]
- Disney Magic Kingdoms: fizetős karakterként jelenik meg, akit korlátozott ideig lehet feloldani.[82]

#### Cameoszerepek
Zordon feltűnik egy rövid cameo-szerepben a Disney egy későbbi rajzfilmjében, az 1997-es Herkules-ben. Herkules az ő bundáját viseli, a nemeai oroszlán paródiájaként. Ez valószínűleg utalás Zazu megjegyzésére az első rajzfilm elején, miszerint „egészen jó szőnyeg lenne belőle.” Zordon felügyelő animátora, Andreas Deja a Herkules felügyelő animátora is volt.
A többi Oroszlánkirály-szereplőhöz hasonlóan Zordon is többször megjelenik a Mickey egér klubja televíziós sorozatban, mint a címadó klub egyik vendége.
A Simpson család Pluszfordulós party (angolul plusaversary) című rövidfilmjében Zordon megjelenik a Moe kocsmájában tartott partin. Egy másik Simpson család-rövidfilmben, a 2022-es üddvözlet a klubban (angol címe welcome to the club) az oroszlán más Disney-gonoszokkal együtt próbálja meggyőzni Lisa Simpsont arról, milyen szórakoztató gonosznak lenni.
Zordon az egyik a Walt Disney Animation Studios szereplői közül, akik a volt egyszer egy stúdió című 2023-as rövidfilmben szerepelnek. ismét Jeremy Irons kölcsönzi a hangját angolul. A magyar változatban archív felvételekkel oldották meg, hogy Kristóf Tibor hangján mondja el újra "csupa bolond vesz körül" mondatát.

## Fogadtatás

### Kritikai reakciók
Zordon széles körű elismerést kapott a filmkritikusoktól, néhányan Simbánál jobb karakternek tartották. Peter M. Nichols író a New York Times Essential Library: Children's Movies: A Critic's Guide to the Best Films Available on Video and DVD című könyvében azt írta, hogy a fekete sörényes oroszlán „a film legérdekesebb karaktere”, Simbát és Mufasát pedig „ehhez képest unalmasnak” nevezte. Janet Maslin, a New York Times újságírója „ízlésesen gonosz karakternek” nevezte. Maslin tovább dicsérte Irons hangját, és azt írta, hogy a színész „grandiózus stílusban megy végig a történeten, zöld szemű gonoszsággal, ami a film rajzfilm egyik fénypontja”. Leah Rozen a People magazinból „Irons különleges tehetségének hibátlan megvalósításának” nevezte Zordont. Gene Siskel a Chicago Tribune-ból „a rajzfilm legjobb karakterének” nevezte, viccesen úgy emlegetve, mint „ugyanúgy Claus von Bulow, csak éppen oroszlánként." Joshua Starnes a ComingSoon.net-től „a film legjobb részének” nevezte Zordont. Dicsérve mind Irons színészi alakítását, mind Zordon karakterét, Starnes így folytatta: „Olyan gyorsan és könnyedén vált át a túlzásból a halálosba, mintha bemutatná, hogyan kell egy túlzó gonoszt megfelelően alakítani.” Arra a következtetésre jutva, hogy „a gonoszok gyakran a legemlékezetesebb karakterek a Disney-animációs filmekben”, Roger Ebert „az egyik legnagyobbaknak” nevezte Zordont. James Berardinelli a ReelViews-tól így írt: „Eltűnt az a bohóckodás, amely az Ursula, Gaston és Jafar hármast jellemezte. Zordon egy gonosz figura, aki keserű megjegyzéseket tesz és ravasz gonoszsággal rendelkezik.” Berardinelli így összegezte: „A hidegvér, ahogyan mrgöli a testvérét, tudatja velünk, hogy ő nem egy olyan oroszlán, akivel tréfálkozni lehet.”
„Simba-ra hatással van az ízlésesen gonosz nagybátyja, Zordon (Jeremy Irons) is. Úgy rendezi meg Mufasa zavarba ejtő halálát a képernyőn, hogy száműzi Simba-t, és felveti a kérdést, hogy ez a rajzfilm valóban megérdemelte-e a G besorolást... A felnőttek számára ott van Mr. Irons, akit a Disney grafikusai (Zordon animációjának felügyelője: Andreas Deja) ugyanolyan ördögien jól ábrázoltak, mint Robin Williams-t az Aladdin-ban. Egy unatkozó, gonosz gúnyos herceg. Mr. Irons karaktere nagyszerű stílusban megy végig a történeten, zöld szemeiben gonoszság ízzik, az ő jelenetei a rajzfilm egyik fénypontja. „Ó, és köztünk maradjon, de gyakotolhatnád egy kicsit az oroszlán üvöltést, hmm?” – dorombol Simbának, miközben a fiatal unokaöccse számára a mentor szerepét játsza el. Zordon, aki Mr. Irons legismertebb mondatát is megismétli a szerencse forgandó című filmből, talán nem igazán apafigura, de mindenképpen nagyon szórakoztató.
Janet Maslin, New York Times.

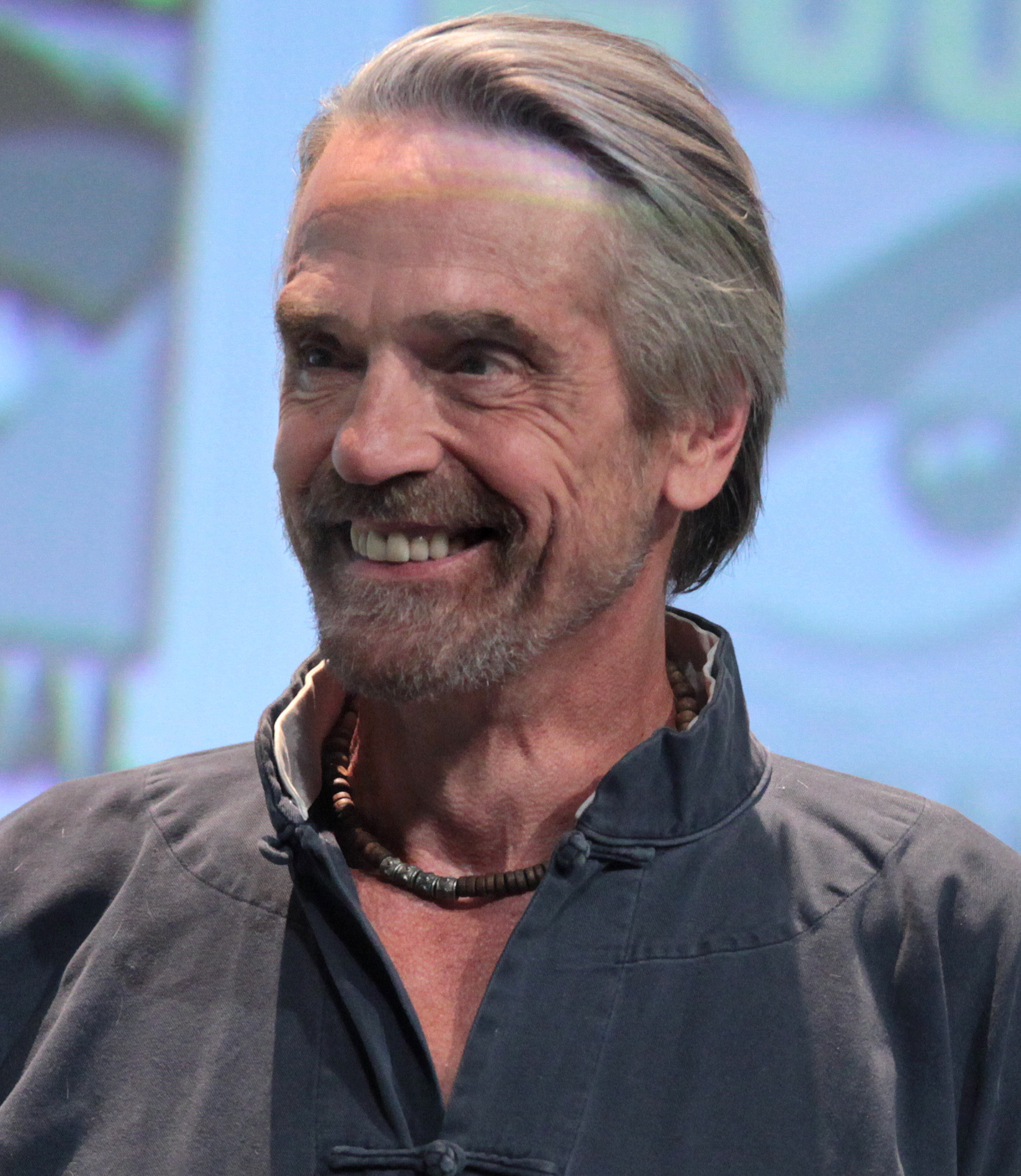
A filmkritikusok Zordon karakterének színészete mellett lelkesen dícsérték Irons énekesi teljesítményét. Figyelemre méltó, hogy Irons csak egy volt a rajzfilm példátlanul sok A-listás színészei közül.

A rajzfilmben több ismert színész is szinkronizál: Jeremy Irons Zordon, Matthew Broderick Simba, James Earl Jones Mufasa, Nathan Lane Timon, Whoopi Goldberg Shenzi hangját adja. Az Oroszlánkirály azóta „az animációs filmekben valaha felhasznált legimpozánsabb színészgárda” címmel büszkélkedhet. A kritikusok többször is kiemelték Irons alakítását: Cindy White az IGN-től „finoman nyálasnak” nevezte, míg Andy Patrizio azt írta: Irons tökéletes Shakespeare-i gonosz módjára” adja elő Zordon hangját. Peter Travers a Rolling Stone-tól dicsérte Irons-t, amiért „diadalmas, szellemes alakítást nyújtott, amely Robin Williams Aladdin-beli alakításával vetekszik”. Peter Stack a San Francisco Chronicle-tól dicsérte a Disney-t, amiért „eltalálta a szinkront”, különösen Irons-t. Bill Wedo a Philadelphia Daily News-tól „"selymesnek” írta le Irons hangját, míg Graham Young a Birmingham Mail-től „csodálatosnak” nevezte a színész alakítását. Tom Hutchinson a Radio Times-tól azt írta: „Jeremy Irons kiemelkedő szinkront nyújtott a gonosz Zordon szerepében.” Annette Basile a Filmink-től azt írta, hogy a karaktert „Jeremy Irons kiemelkedő élvezettel adja elő”. Philip French, a Guardian újságírója úgy vélte, hogy „Jeremy Irons kiválóan alakítja a sármos gonosz oroszlán, szerepét”. David Sterritt, a Christian Science Monitor újságírója dicsérte Irons színészi alakítását, „pozitív értelemben zseniálisnak” nevezve őt. Desson Howe, a Washington Post újságírója ugyancsak „hihetetlennek” nevezte a rajzfilm szereplőgárdáját, és Irons „kiemelkedő” alakítását. Az Orlando Sentinel újságírója, Jay Boyar dicsérte a rajzfilmet, amiért sikeresen ötvözi „a nagyopera-melodrámát és az alacsony színvonalú komédiát”, azt a következtetést vonta le, hogy „az egyik oka annak, hogy ezek olyan jól működnek együtt, az, hogy még a komolyabb részekben is van egyfajta humoros háttér, amit... Jeremy Irons ízlésesen mulatságos hangja ad a főgonsz, Zordon szerepében”. Mathew DeKinder, a St. Louis Post-Dispatch újságírója úgy vélte, hogy Irons "sikeresen kezel minden drámai nehézséget”.
Még azok a filmkritikusok is, akik általában nem szerették a rajzfilmet, többnyire élvezték Zordon karakterét és Irons alakítását. Terrence Rafferty a New Yorker-ből így írt: „A filmzenében szereplő hírességek hangjai közül két alakítás emelkedik ki, Jeremy Irons, aki a gonosz oroszlán, Zordon szerepét játssza, és elegáns, vicces George Sanders-imitációt ad elő”. Stephen Hunter a Baltimore Sun-ból Irons hangját „gazdag, keserű iróniával teli”- nek írta le. Ethan Alter a Television Without Pity-ből elismerte, hogy élvezte a karaktert, és dicsérte, mint „fantasztikus gonosz, aki egyértelműen a film legteljesebb karakterének számít, köszönhetően Jeremy Irons csodálatos, gonosz hangjának és az animátorok néhány ügyes kiegészítésének”. David Denby a New York-tól, aki egyébként kritizálta a filmet, úgy érezte, hogy „úgy hangzik, mintha Irons jobban szórakozna, mint valaha bármelyik filmjében”. Egy ritka, közepes kritikában Anthony Quinn az Independent-ből azt írta: "Irons alakítása túlzottan mesterkélt. Inkább Liberace, mint George Sanders”.
Bár Ejiofor alakítását folyamatosan összehasonlítják az eredetivel, mégis általánosságban jó fogadtatásban részesül. Renaldo Matadeen a CBR Exclusives-tól dicsérte Zordon karakterét a remake-ben: "félelmetesebb, mint az eredeti, több indítéka van a tetteinek az egyszerű féltékenység helyett, és itt Zordon sokkal aktívabban vezeti a hiénákat." Owen Gleiberman a Variety-től dicsérte Ejiofor hangját, megjegyezve, hogy "az ő alakítása emeli a film drámai tétjét ahhoz képest, amit Jeremy Irons tett az 1994-es változatban." Scott Mendelson a Forbes-tól megjegyzi, hogy "jobban szereti Jeremy Irons alakítását, mégis dicséri Ejiofor-t a szerepben, amiért a karaktere árnyaltabb."

### Elismerések és örökség
Az IGN szerint "Zordon, Simba és Mufasa a film hatalmas népszerűségének köszönhetően hírességekké váltak... de 1994-ben ki tudta volna megjósolni, hogy ezek a karakterek bekerülnek a Disney legnépszerűbb alkotásainak szótárába?” Zordont a Disney legnagyobb gonosztevői között tartják számon. Desmond Ryan, a The Philadelphia Inquirer újságírója „a Disney-filmek legélénkebb gonosztevőjének” nevezte a karaktert. Általánosabban véve gyakran nevezik meg őt minden idők egyik legnagyobb animációs gonosztevőjének. Az Entertainment Weekly magazin a „10 legszélsőségesebb főgonosz animációs filmekben” című cikkében így írt: „Csak szélsőségességre lehet számítani, ha egy ilyen kapzsi, fondorlatos karaktert Jeremy Irons csábító hangjával párosítunk.” Hasonlóképpen Alex Fletcher a Digital Spy munkatársa a „Ki a Disney legnagyobb gonosztevője?” című cikkében így írt Zordonról: „Az a jelenet, amikor hagyja, hogy Mufasa a gnúk közé zuhanjon, nemzedékeknek okozott tartós érzelmi traumát.”
A Huffington Post a „25 klasszikus Disney-gonosz végleges rangsorolása” című cikkében Zordon kapta az első helyet, a BuzzFeed is ugyanezt tette „A 20 legjobb Disney-gonosz rangsorolása” című listáján, amelyben a szerző, Javi Moreno azzal "vádolta a karaktert", hogy „egy egész generáció ártatlanságát elvette." Zordont az About.com „Top 10 Disney-gonoszok” listáján is az első helyre került; szerzője, David Nusair így összegezte: „Kevés olyan figura van Disney alkotásokban, aki olyan ízlésesen elítélendő és aljas lenne, mint Zordon... amit Jeremy Irons diadalmasan öntelt hangja még tovább fokoz.” Nusair Irons-t is felvette "az animációs filmek 5 legjobb hírességének szinkronszerepei” listájára, elismerve azt, hogy bár a színész „karrierje során sok gonosztevőt alakított... egyik sem volt olyan ikonikus, mint Zordon az Oroszlánkirályból”. Az Orlando Sentinel „minden idők hatodik legnagyobb Disney-gonosztevőjeként” rangsorolta, ahogyan a Babble.com is. A Yahoo! Movies „A 12 leghíresebb Disney-gonosz a legrosszabbtól a legjobbig” című listáján a második, a Moviefone listáján a hatodik helyet érte el. Az E! Entertainment Television listáján az ötödik lett, John Boone szerző pedig azt írta: „ karakter tervelte ki a Disney történelmének egyik legfájdalmasabb halálát, így biztos, hogy soha nem fogják elfelejteni”. Az Animation World Network a hatodik legjobb animációs főgonoszként rangsorolta Zordont.
A CNN „a Disney legfélelmetesebb karakterei” egyikeként ismeri el Zordont. A The Stanford Daily az ötödik helyre tette a listán, és így írt róla: „Egy fondorlatos ragadozó, aki szeret játszani az áldozatával. A buta hiénákból álló serege, valamint az, ahogyan a királyságot az éhínség és bánat időszakába taszítja, mind arra utalnak, hogy ő egy hátbaszúró diktátor-nagybácsi.” Richard Crouse a Metro újságtól Zordon „Éljen a király!” mondatát "a karakter leggonoszabb mondataként” emelte ki. A Disney szereplők és az animáció mellett gyakran tartják minden idők egyik legnagyobb filmes gonosztevőjének. A Digital Spy a „25 legnagyobb filmbeli gonosztevő” között szerepeltette, aki Simon Reynolds szerző szerint „Simba apjának kegyetlen meggyilkolásával hangsúlyozta szívének teljes sötétségét”. Az Entertainment Weekly "a huszonötödik leghitványabb filmbeli gonosztevőnek” rangsorolta, a Total Film a hatvanhetedik helyre tette.
Deja továbbra is leginkább arról ismert, hogy Disney rajzfilmek több híres gonosz szereplőjét ő animálta, és bevallotta, hogy a hősöknél jobban szereti a negatív szereplőket kidolgozni. Az Oroszlánkirály után azonban Deja végül úgy döntött, hogy szünetet tart a rossz szereplők kidolgozásában, hogy ne ismételje meg önmagát, és ezt követően elutasította a Notre Dame-i toronyőr főgonoszának, Claude Frollo-nak az animálását, és inkább a Herkules című rajzfilm főhősén, valamint Mickey egér animálásán dolgozott az 1996-os Runaway Brain rövidfilmben. Összehasonlítva más általa játszott negatív szereplőkkel, Irons azt mondta Zordonról, hogy „nagyon magasra értékeli, mert „bájos”, „machiavellisztikus tulajdonságokkal rendelkezik, és jónéhány mondata ikonikus”.
Zordon a komolyság és a színpadiasság között egyensúlyozik, és ennek legnagyobb részét Jeremy Irons kiváló hanghordozásának köszönheti. Fő panasza egyszerűen az, hogy az élet nem igazságos, és hogy Mufasa öccseként nem ő lesz a szavanna királya. Bárki, akinek testvére van, legyen az királyi vagy sem, bizonyos szinten azonosulni tud ezzel. Őszintén szólva néha kissé kínos nézni, ahogy a "készülj hát” című dalban Zordon előadja magát, mégis ügyes szónoknak bizonyul, aki arra ösztönzi a vele szövetkező, libasorban menetelő hiénákat, hogy ledobják az elnyomó oroszlánok bilincseit.
Sarah Tolf, Tor.com, Zordon örökségéről.

### Kritika és viták
Zordon lett az első Disney-gonosz, aki sikeresen meggyilkolt valakit. Az Oroszlánkirály – amelyet a stúdió a megjelenésekor „legsötétebb” filmjének nevezett – példátlan volt komoly témáival, nevezetesen a bűntudattal, gyilkossággal, árulással, bosszúval és halállal, különösen a film egyik hősének képernyőn látható meggyilkolásával. Az IGN szerint „a film erkölcsi és morális koncepciója új volt a Disney számára”, a Washington Post pedig azt jósolta, hogy „Mufasa halála lesz a rajzfilm legvitatottabb része, az emberek pedig állást fognak foglalni abban a kérdésben, hogy ez jó vagy rossz a gyerekeknek, ahogyan azt Bambi anyjának megölése esetén is tették”. A Variety úgy vélte: „az a nemzedék, amely Bambi anyjának halálát traumatikusnak találta, ezt az élményt szem előtt kell tartania, amikor eldönti, elmegy-e az oroszlánkirályra”. A filmkritikusok és a szülők egyaránt aggodalmukat fejezték ki, hogy Zordon erőszakos viselkedése megijeszti és zavarja a fiatalabb nézőket. Mufasa meggyilkolására utalva a New York Times megkérdőjelezte, „hogy ez a film valóban megérdemli-e a G besorolást”. A kritikusok Zordon halálára is felhívták a figyelmet; a Movieline például arra figyelmeztette a nézőket, hogy "a film „megmutatja a mesék sötét igazságérzetét, például amikor Zordont megették a hiénák, miután elárulta őket”.
A Los Angeles Times arra figyelmeztetett, hogy „Mufasa halála és a fináléban látható erőszakos csata zavarhatja a kisgyerekeket”, amit a Philadelphia Inquirer is megismételt. A filmkritikusok úgy érezték, hogy a Disney néha túl könnyedén és komikusan kezelte Zordon karakterét. A Deseret News panaszkodott, hogy „a Simba és gonosz nagybátyja, Zordon közötti csata a rajzfilm végén nagyon rossz választás a végére, mivel Simba és Zordon lassított felvételben harcolnak, ami komikussá teszi az amúgy komoly jelenetet”. A Seattle Times szerint „néhány kritikus panaszkodott, hogy a rajzfilm túl vicces és jóindulatú ahhoz, hogy illeszkedjen a meglehetősen komor történethez, amelyet elmesél. A halálos komolyság és a poénos humor furcsa keverékének tekinthető, Simba halálos küzdelmet vív a nagybátyjával, Travis Bickel paródiájaként.”
Bár a közönség nagy része imádta a karaktert, Zordon jelentős vitát váltott ki a megjelenése (főleg a családjától eltérő színű bundája), személyisége, miatt. A Washington Post szerint a Detroit Free Press egyik rovatvezetője úgy vélte, hogy „Zordon egyértelműen egy gonosz afroamerikait hivatott ábrázolni, mert míg Simba sörénye vörös, az övé természetesen fekete”. Egyes kritikusok kifogásolták a rajzfilmben, hogy Zordon láthatóan nem érzett vonzalmat egy nőstényoroszlán iránt sem, ez nem állnak összhangban a valódi oroszlánokról szóló tényekkel: a sötét sörényű hímoroszlánokat a nőstények vonzóbbnak találják. A Slant Magazine védelmébe vette a stúdiót, azzal magyarázva, hogy Zordon fekete sörénye egyszerűen csak „az animátorok színkódolása a gonosz karakter megjelölésére”. Hasonlóképpen, Edward Schiappa szerző a Beyond Representational Correctness: Rethinking Criticism of Popular Media című könyvében azt írta: Zordon hangja egyszerűen csak azt volt hivatott közvetíteni, amit George Sanders Sir Kán szerepében a Dzsungel könyvében megmutatott, azaz a felsőosztálybeli sznobizmust.”

### Magyarul
- 25 éves az Oroszlánkirály, szinkronjunkie.blog.hu (2019/12/03).
- Szimba túlélhette volna-e, ha csak rovarokkal táplálkozik a dzsungelben? Meseverzum.hu

## Fordítás
Ez a szócikk részben vagy egészben  a   Scar (The Lion King) című angol Wikipédia-szócikk ezen változatának fordításán alapul.  Az eredeti cikk szerkesztőit annak laptörténete sorolja fel. Ez a jelzés csupán a megfogalmazás eredetét és a szerzői jogokat jelzi, nem szolgál a cikkben szereplő információk forrásmegjelöléseként.